# Uwe Weidemann
Uwe Weidemann (ur. 14 czerwca 1963 w Weißensee) – były niemiecki piłkarz występujący na pozycji pomocnika.

## Kariera klubowa
Weidemann treningi rozpoczął w wieku 7 lat w klubie Traktor Weißensee. W 1977 roku przeszedł do juniorskiej ekipy zespołu Rot-Weiß Erfurt. W 1983 roku został włączony do jego pierwszej drużyny. W 1987 roku odszedł do Lokomotive Lipsk, ale w 1988 roku powrócił do Rot-Weiß Erfurt.
W 1990 roku przeszedł do zachodnioniemieckiego 1. FC Nürnberg, grającego w Bundeslidze. W tych rozgrywkach zadebiutował 8 września 1990 w zremisowanym 0:0 meczu z Karlsruher SC. 6 października 1990 w przegranym 2:3 spotkaniu z Werderem Brema strzelił pierwszego gola w trakcie gry w Bundeslidze.
W 1992 roku został graczem drugoligowego Waldhofu Mannheim. W 1993 roku podpisał kontrakt z pierwszoligowym MSV Duisburg. W 1995 roku spadł z nim do 2. Bundesligi. Wówczas przeniósł się do pierwszoligowego FC Schalke 04. Pierwszy ligowy mecz zaliczył tam 12 sierpnia 1995 przeciwko 1. FC Köln (1:0).
W styczniu 1997 roku odszedł do drugoligowej Herthy Berlin. W tym samym roku awansował z nią do Bundesligi, jednak wówczas Weidemann przeniósł się do FC Gütersloh (2. Bundesliga). W 1999 roku spadł z zespołem do Regionalligi. Wtedy odszedł do Fortuny Düsseldorf, gdzie w 2002 roku zakończył karierę.

## Kariera reprezentacyjna
W reprezentacji NRD Weidemann zadebiutował 6 kwietnia 1985 w przegranym 0:1 meczu eliminacji Mistrzostw Świata 1986 z Bułgarią. Po raz ostatni w kadrze zagrał 13 maja 1990 w zremisowanym 3:3 towarzyskim pojedynku z Brazylią. W latach 1985–1990 w drużynie narodowej rozegrał w sumie 10 spotkań.

## Kariera trenerska
Po zakończeniu kariery Weidemann został trenerem. Od maja 2003 do czerwca 2003 był tymczasowym trenerem Fortuny Düsseldorf. Od lipca 2004 do listopada 2004 trenował jej rezerwy. W listopadzie 2004 został szkoleniowcem pierwszej drużyny Fortuny, grającej w Regionallidze Nord. Trenerem Fortuny był do listopada 2007. W latach 2008–2009 pełnił funkcję szkoleniowca drużyny KFC Uerdingen 05.